# Mr.Children 1996-2000
『Mr.Children 1996-2000』（ミスター・チルドレン 1996-2000）は、日本のバンド・Mr.Childrenのベスト・アルバムである。2001年7月11日にトイズファクトリーより『Mr.Children 1992-1995』と2枚同時発売された。

## 概要
『Mr.Children 1992-1995』が通称「肉」だったのに対して、本作は通称「骨」である。ジャケットは『Mr.Children 1992-1995』と同じサイだが、こちらは白骨化している状態となっている。2作のベストアルバムのCMではそれぞれのミュージック・ビデオを流す2バージョンと、白木みのるがMr.Childrenの5人目のメンバーとして出演するバージョンが3つあった。アートディレクターは信藤三雄。全曲リマスタリング音源で収録。
『Mr.Children 1992-1995』同様にそれまでに発売されたシングル・アルバムから偏らないように選曲されており、収録曲は基本的に初出の順番に並んでいるが、15thシングル『終わりなき旅』と16thシングル『光の射す方へ』の部分、9thアルバム『Q』に収録されている「つよがり」と18thシングル『口笛』の部分は順番が入れ替わっている（これは制作時期の順番に並んでいるため）。また、シングルでリリースされた曲のうち17thシングル『I'LL BE』、12thシングル『マシンガンをぶっ放せ -Mr.Children Bootleg-』は未収録となっている。ちなみにどちらもシングルカットの作品だったため、当時の他のシングルと比べると売り上げは伸び悩んだ。
2017年9月時点でTSUTAYAにおいて累計297万回以上レンタルされ、同時点でTSUTAYAにおけるベスト盤のレンタル回数では歴代7位である。
また、台湾版ではボーナストラックとして『奇跡の地球』が Halleljahの後に入っている。

## チャート成績
今作は初動100.4万枚を記録し、累計売上は182.5万枚となった。『Mr.Children 1992-1995』と共にオリコン週間アルバムチャートでと1位・2位を独占。2作合わせた初動売上は200万枚を超え、L'Arc〜en〜Cielの『ark』、『ray』以来2度目となる同一アーティストによる初登場での2作100万枚突破となった。
発売から約11年後の2012年に発売されたベスト・アルバム『Mr.Children 2001-2005 <micro>』『Mr.Children 2005-2010 <macro>』が1位・2位を独占した2012年5月21日付オリコンチャートで本作は前週59位から急上昇しオリコンチャートで12位まで上昇した。

## 収録内容
| 全作詞・作曲: 桜井和寿、全編曲: 小林武史 & Mr.Children。 |                           |          |            |      |
| #                                                        | タイトル                  | 作詞     | 作曲・編曲 | 時間 |
| 1.                                                       | 「名もなき詩」            | 桜井和寿 | 桜井和寿   | 5:30 |
| 2.                                                       | 「花 -Mémento-Mori-」     | 桜井和寿 | 桜井和寿   | 4:48 |
| 3.                                                       | 「Mirror」                | 桜井和寿 | 桜井和寿   | 3:01 |
| 4.                                                       | 「Everything (It's you)」 | 桜井和寿 | 桜井和寿   | 5:23 |
| 5.                                                       | 「ALIVE」                 | 桜井和寿 | 桜井和寿   | 6:43 |
| 6.                                                       | 「ニシエヒガシエ」        | 桜井和寿 | 桜井和寿   | 5:00 |
| 7.                                                       | 「光の射す方へ」          | 桜井和寿 | 桜井和寿   | 6:53 |
| 8.                                                       | 「終わりなき旅」          | 桜井和寿 | 桜井和寿   | 7:08 |
| 9.                                                       | 「ラララ」                | 桜井和寿 | 桜井和寿   | 5:23 |
| 10.                                                      | 「つよがり」              | 桜井和寿 | 桜井和寿   | 5:10 |
| 11.                                                      | 「口笛」                  | 桜井和寿 | 桜井和寿   | 5:50 |
| 12.                                                      | 「NOT FOUND」             | 桜井和寿 | 桜井和寿   | 4:56 |
| 13.                                                      | 「Hallelujah」            | 桜井和寿 | 桜井和寿   | 6:47 |
| 合計時間:                                                | 合計時間:                 | 72:32    |            |      |

## 楽曲解説
1. 名もなき詩
  - 10thシングル。
2. 花 -Mémento-Mori-
  - 11thシングル。
3. Mirror
  - 5thアルバム『深海』収録曲。
4. Everything (It's you)
  - 13thシングル。
5. ALIVE
  - 6thアルバム『BOLERO』収録曲。
6. ニシエヒガシエ
  - 14thシングル。
7. 光の射す方へ
  - 16thシングル。
8. 終わりなき旅
  - 15thシングル。
9. ラララ
  - 7thアルバム『DISCOVERY』収録曲。
10. つよがり
  - 9thアルバム『Q』収録曲。
11. 口笛
  - 18thシングル。
12. NOT FOUND
  - 19thシングル。
13. Hallelujah
  - 9thアルバム『Q』収録曲。

## 演奏
- Mr.Children
  - 桜井和寿：Vocal & Guitar
  - 田原健一：Guitar
  - 中川敬輔：Bass
  - 鈴木英哉：Drums
- 小林武史：Keyboards (#1 - #13)
- 松本賢：Computer Programming
- 吉田誠：Computer Programming
- 高安錬太郎：Computer Programming
- 山本拓夫：Sax (#1)
- 村田陽一：Tronbone (#1)
- 小幡英之：Sax (#9)
- 長田功：Trumpet (#9)
- 鶴来正基：Accordion (#1)
- 四家卯大ストリングス：Strings (#8)
- Sandra Park Strings：Strings (#10, #12)
- 坪倉唯子：Chorus (#4)
- Catherine Russell：Chorus (#13)
- Ada Dyer：Chorus (#13)